# Garten des Meisters der Netze

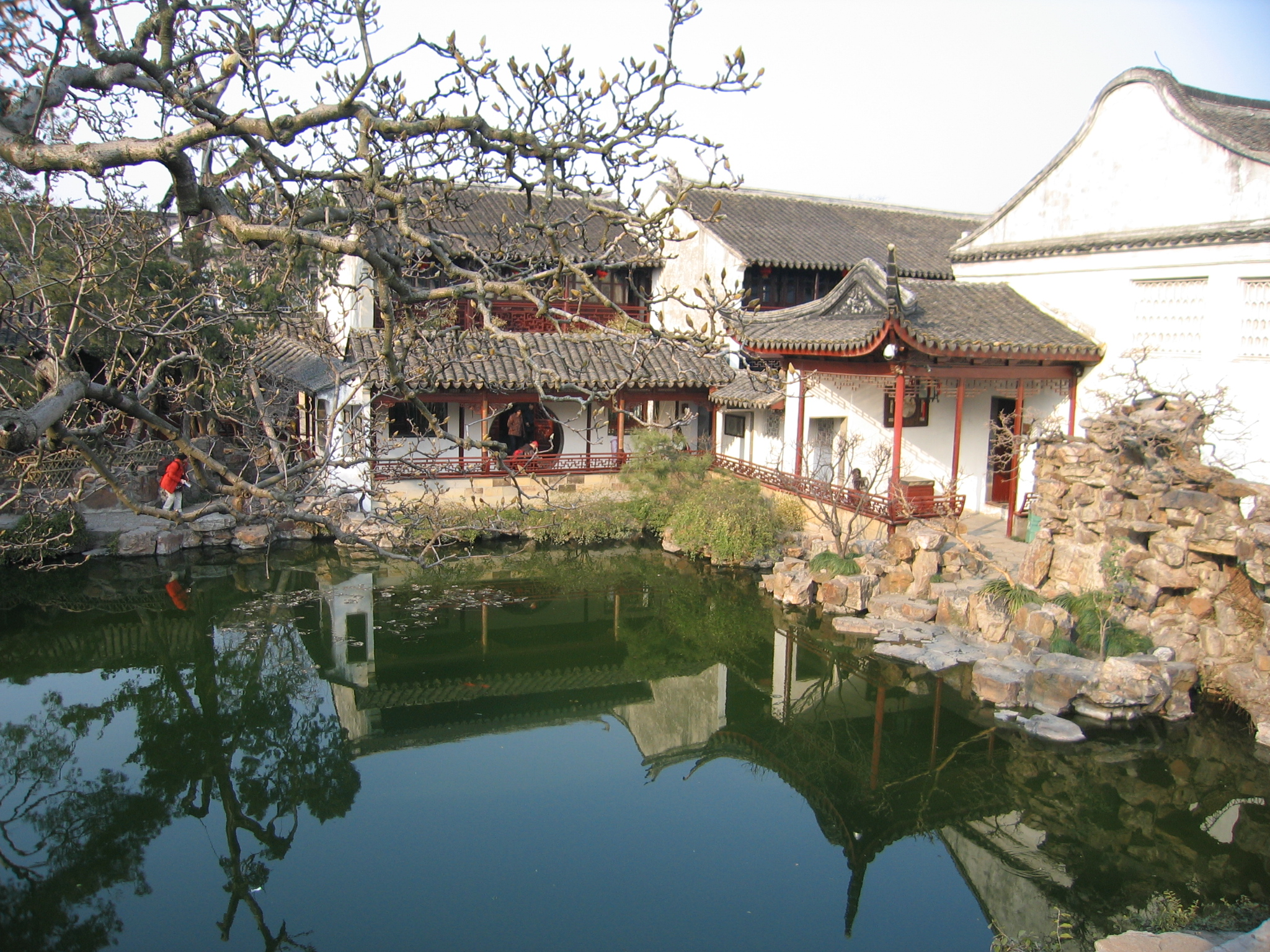
Im Garten des Meisters der Netze

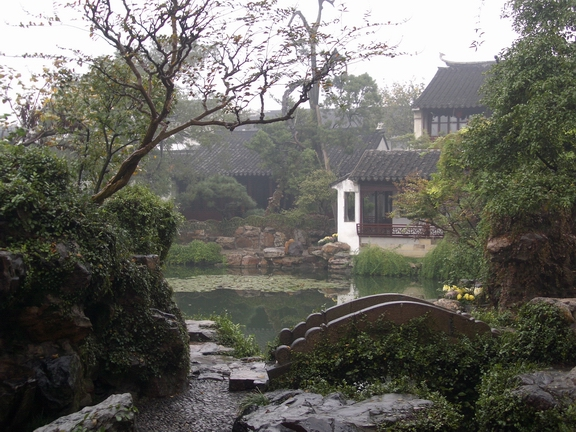
Im Garten des Meisters der Netze

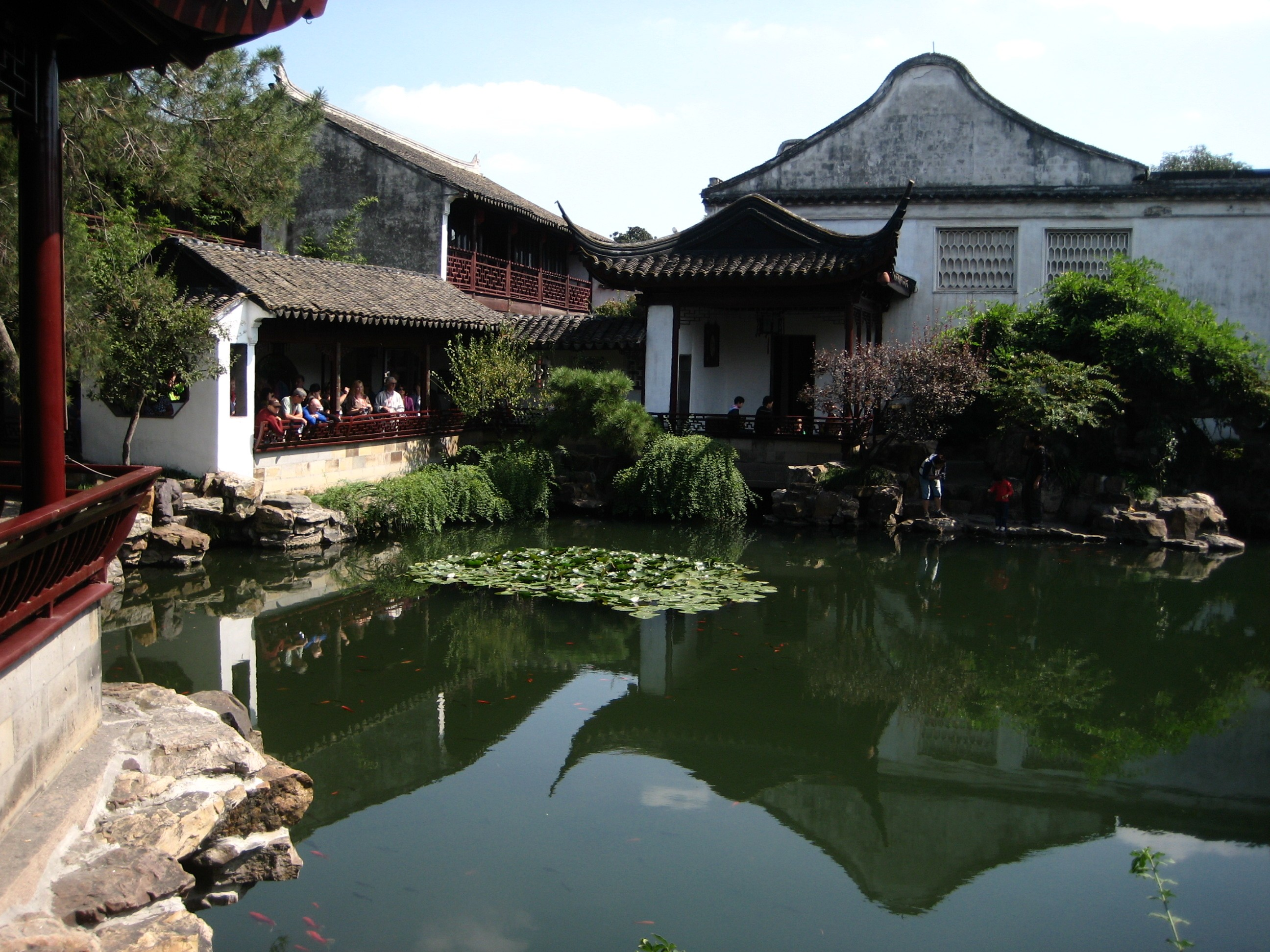

Der Garten des Meisters der Netze (chinesisch 網師園 / 网师园, Pinyin Wǎngshī Yuán) in Suzhou zählt zu den berühmten südchinesischen Privatgärten. Er wurde je nach Quelle um 1440 oder während der Song-Dynastie (960 bis 1279) von einem hohen Beamten namens Shi Zhengzhi aus der Stadt Yangzhou errichtet, der ihm den Namen „Halle der tausend Dokumentenrollen“ gab. Nach dessen Tod verfiel er, wechselte mehrmals den Besitzer und wurde mehrmals restauriert und umgebaut. Seinen heutigen Namen erhielt er in der Zeit des Kaisers Qianlong. Den letzten Umbau führte im Jahre 1940 die Familie Wang durch.
Der Garten gehört mit einer Fläche von 4000 Quadratmetern zu den kleineren klassischen Gärten von Suzhou. Er umfasst im westlichen Teil des Geländes den Garten selbst, in dessen Mitte sich ein nahezu quadratischer Teich befindet. Dieser nimmt eine verhältnismäßig große Fläche des Grundstückes ein und ist von Pavillons, Wandelgängen, über dem Wasser stehenden Bauten, Brücken und Felsen eingefasst. Das Ufer ist mit Kalkstein (Gartenkunst: 黃石 / 黄石,  huángshí – „mineralogisch Calcit“) ausgeführt, wobei kunstvolle Nischen und Höhlen gebildet wurden – eine Übernahme aus der chinesischen Landschaftsmalerei in die Gartengestaltung.
Zu den Gebäuden zählen u. a.:
- Haus des Blütenpflückens
- Bibliothek der Fünf Gipfel
- Studio der gesammelten Leere
- Klause des Tiyun-Tals
- Gang des Entenschießens
- Haus des einsamen Zweiges neben dem Bambus
- Haus des Erblickens der Kiefer und des Betrachtens der Bilder[2] (看松讀畫軒 / 看松读画轩)
- Pavillon „Der Mond ist aufgegangen und der Wind kommt“
- Haus des kleinen Hügels mit dem Zimtbaumhain, der das dominierende Gebäude des Gartens ist und der vom Garten mit großen Felsen getrennt ist[2]
- Haus der Verwirklichung der Harmonie
- Spätfrühlingshütte (殿春簃)

Der Garten steht seit 1982 auf der Liste der Denkmäler der Volksrepublik China und ist einer der klassischen Gärten von Suzhou, die seit 1997 in die Liste des UNESCO-Welterbes eingetragen sind.
Der kleine Hof mit der Spätfrühlingshütte, die sich im Nordwesten des Gartens befinden, standen für den Astor Court des New Yorker Metropolitan Museum of Art, der 1981 errichtet wurde, Modell.